# Елисеев, Геннадий Николаевич
Генна́дий Никола́евич Елисе́ев (26 декабря 1937, Сталинград — 28 ноября 1973, Грузинская ССР) — советский военный лётчик, заместитель командира эскадрильи 982-го истребительного авиационного полка 283-й истребительной авиационной дивизии 34-й воздушной армии Закавказского военного округа, капитан. Герой Советского Союза.

## Биография
Родился 26 декабря 1937 года в Сталинграде в семье рабочего. Русский. Его отец Н. А. Елисеев погиб весной 1945 года. В 1953 году поступил в Сталинградский аэроклуб для обучения на спортсмена-планериста, после окончания которого в 1954 году был зачислен на курсы пилотов. В сентябре 1955 года окончил аэроклуб. Продолжил обучение в Качинском авиационном училище.
В 1959 году окончил Батайское военное авиационное училище лётчиков, 28 октября 1959 года ему было присвоено звание лейтенанта. Член КПСС с 1961 года. После переобучения с МиГ-17 на МиГ-21 осенью 1964 года был направлен для прохождения службы в Группу советских войск в Германии, в июне 1967 года получил классную квалификацию Военный летчик 1-го класса, через два года — командиром звена.
В октябре 1971 года был переведён на должность заместителя командира эскадрильи 982-го истребительного авиационного полка 283-й истребительной авиационной Камышинской Краснознамённой ордена Суворова дивизии 34-й воздушной армии Закавказского военного округа.
28 ноября 1973 года в непосредственной близости от границы СССР были обнаружены два самолёта, один из которых ушёл в сторону, а второй совершил вторжение в воздушное пространство СССР в районе Муганской долины (Азербайджанская ССР). Для перехвата самолёта-нарушителя с аэродрома Вазиани был поднят по тревоге экипаж дежурного звена капитана Елисеева на истребителе МиГ-21СМ (бортовой номер «240»). К этому времени он являлся лётчиком 1-го класса с налетом более 1700 часов, в том числе более 1000 часов на МиГ-21.
Самолётом-нарушителем оказался иранский F-4 «Фантом» II (в некоторых источниках ошибочно упоминается T-33 или даже ЕС-130Е), который осуществлял разведывательное задание в рамках американско-иранской программы Project Dark Gene. Заметив приближение самолёта Елисеева, самолёт-нарушитель выполнил разворот и начал энергично маневрировать.
Воздушный бой происходил над территорией Грузинской ССР. Получив приказ на уничтожение нарушителя, Елисеев выпустил по нему две ракеты Р-3, одну он пустил вдоль курса полета самолёта противника как предупреждение. Самолёт-нарушитель не отвернул. Елисеев выпустил вторую ракету на поражение, но она потеряла цель в облаках. А пушку заклинило. С земли поступил приказ остановить неприятеля любой ценой. Было неизвестно, какое оборудование и вооружение нёс самолёт-нарушитель и какова была его цель. И Елисеев решился на последнее средство. Он решил таранить противника, ударив его самолёт снизу. Экипаж «Фантома» (иранский майор Мохаммад Шокуния, впоследствии погибший в ирано-иракской войне, и полковник ВВС США Джон Сондерс) катапультировался и был задержан пограничниками. Самолёт Елисеева после тарана врезался в гору, пилот погиб.
14 декабря 1973 года членов экипажа самолёта-нарушителя обменяли на советских разведчиков.
Этот случай — первый в истории авиации воздушный таран на сверхзвуковом самолёте.
Елисеев был похоронен в Волгограде на кладбище на Дар-горе (Ворошиловский район).
Указом Президиума Верховного Совета СССР от 14 декабря 1973 года «за проявленные мужество и героизм» капитану Елисееву Геннадию Николаевичу присвоено звание Героя Советского Союза (посмертно) с вручением родственникам героя ордена Ленина и медали «Золотая Звезда».
Елисеев был навечно зачислен в списки личного состава 1-й эскадрильи 982-го истребительного авиационного полка, в котором он служил.

## Награды
- Медаль «Золотая Звезда» Героя Советского Союза № ???? (14 декабря 1973 года) — посмертно;
- орден Ленина;
- медали.

## Память
- В Волгограде именем Елисеева названа улица, на которой установлена мемориальная доска. Также его именем была названа средняя школа авиагарнизона, в котором он служил (поэтому пионерская дружина этой школы также носила имя Героя Советского Союза Елисеева)[1].
- На могиле в 1975 году был установлен памятник из полированного гранита с накладным барельефом из кованого алюминия, на котором изображение лётчика и текст: «1937—1973. Елисеев Геннадий Николаевич, Герой Советского Союза».
- С 2017 года пионерская дружина «Лазурная» (СШ № 3 г. Берёзы, Белоруссия) с носит имя Г. Н. Елисеева. Здесь же с 2012 года проходит ежегодный турнир по волейболу среди школьных команд Берёзовского района памяти Г. Н. Елисеева.
- Навечно зачислен в списки воинской части.
- В Берёзе (Беларусь) установлена мемориальная доска в честь Героя Советского Союза летчика Г. Н. Елисеева. Доска установлена на стене дома № 39 в Северном городке, где он проживал в течение трёх лет (1961—1964) во время службы в 927-м истребительном авиационном полку.
- В Тбилиси, пгт Вазиани именем Г. Н. Елисеева была названа средняя школа № 1.